# Casa al carrer de Vic, 11 (Caldes de Montbui)
Casa al carrer de Vic, 11 és una obra de Caldes de Montbui (Vallès Oriental) protegida com a bé cultural d'interès local.

## Descripció
Edifici unifamiliar entre mitgeres, de planta baixa i dos pisos.
Estructura tradicional de gruixudes parets de càrrega, de materials diversos (tapial, maçoneria i maó) degut a la gran quantitat de modificacions al llarg de la història. Els forjats són unidireccionals, formats per bigues i biguetes de fusta.
Coberta inclinada a dues vessants formada per teula àrab.
Típica composició no simètrica en la façana, però muntada al llarg de dos eixos verticals. De fet, si no fos per la situació de la porta, l'alçat seria quasi completament simètric respecte d'un eix central. Hi ha un gran ordre, tant en vertical com en horitzontal, en la disposició, alineació i en el tipus de forats, de composicions quasi quadrangulars. Les llindes, brancals i ampits de les finestres són de pedra treballada, amb petites motllures.
L'accés a la planta baixa està format per una arcada de mig punt de grans dovelles de pedra. L'acabat del pla de la façana és arrebossat.
L'edifici està rematat per un ràfec a manera de cornisa i per un canaló ceràmic.

## Història
Probablement l'edifici sigui dels segles XVII-XVIII.
Està situat al mig del nucli antic de Caldes, al carrer de Vic, antigament camí de Vic.
La història del nom del carrer és molt antiga, anomenat a partir del 1386 carrer de Vic, encara que possiblement és d'origen medieval.
L'arquitectura que el conforma actualment data dels segles xvii i XIX, amb molts elements anteriors però també moltes modificacions del segle xx, ja que últimament ha sofert importants transformacions de rehabilitació, així com una nova alineació de carrer. Tot i així és en una de les zones més monumentals de l'actual vila de Caldes, per la seva singularitat, ja que es conserven façanes i elements de gran interès.
És el carrer més uniforme i homogeni de l'actual Centre Històric.